# 애리스토틀 오나시스
애리스토틀 오나시스(영어: Aristotle Onassis, 그리스어: Αριστοτέλης Ωνάσης 아리스토텔리스 오나시스[*], 1906년 1월 15일 ~ 1975년 3월 15일)는 20세기의 세계적인 대사업가이다. 그리스 출신의 선박왕으로 유명하다.
1906년 오스만 제국의 스미르나 (현재 이즈미르) 부근의 부유한 그리스인 담배 상인의 아들로 태어났다. 오스만 제국의 패전으로 스미르나가 처음에는 그리스에 귀속되었으나 1922년 튀르키예 점령으로 그의 집안은 재산을 다 잃고 그리스 본국으로 탈출했다.
그 후 아르헨티나로 이주하여 여러 직업을 전전하며 어렵게 살다가 담배 수입업에 관여할 기회를 얻게 되었다. 그의 사업은 곧 번창하여 몇 년 만에 많은 재산을 모았다.
1931년 해운업에 처음 손을 대 중고 선박을 헐값에 사들여 비싸게 파는 방법으로 돈을 모았다. 1938년 대형 유조선을 소유했으며, 제2차 세계대전 기간 중 미국 정부의 비호와 전쟁 특수로 재산을 더욱 불렸다.
전쟁 후에는 뉴욕을 근거지로 여러 유조선 등을 보유하며 세계적인 선박왕이 되었고, 부동산 재산도 불렸다. 한편 1957년 그리스 국영 항공회사를 인수하여 올림픽 항공을 설립했다. 그가 갖고 있던 올림픽 항공의 지분은 1973년 그의 아들이 비행기 사고로 죽은 후 모두 정부에 넘겼다.
그는 1946년 그리스 선박업주의 딸과 결혼하여 두 자녀를 보았으나, 1960년 이혼했다. 한편 그 사이 소프라노 마리아 칼라스와 깊은 관계를 유지했다. 존 F. 케네디 미국 대통령 부부와 친하게 지냈으며, 케네디 대통령 사망 후 남편을 여읜 재클린 케네디와 1968년 재혼하였다.
그는 만년에 뉴욕의 재클린 케네디의 아파트와 그리스의 호화 요트를 오가며 생활하였으나, 재클린 케네디와의 사이는 원만하지 못했다.
1975년 프랑스 파리 부근의 뇌이쉬르센에서 폐렴 합병증으로 사망했다.